# I cinque ladri d'oro
I cinque ladri d'oro (Go to Blazes) è un film del 1962 diretto da Michael Truman.

## Trama
Bernard, Harry e Alfie sono tre ladruncoli di poco conto, che al primo tentativo di fare un grosso colpo sono scoperti e arrestati a causa dell'inesperienza. Durante la detenzione hanno modo di parlarne con malfattori più esperti e quando escono fanno tesoro dei consigli ricevuti per ritentare il colpo grosso, svaligiare il caveau di una banca. L'idea è quella di provocare un incendio in un atelier di moda attiguo, intervenire travestiti da vigili del fuoco e approfittare della confusione per penetrare dal negozio alla camera blindata. Per provocare l'incendio senza dare sospetti si rivolgono al professor Arson, il quale fornisce loro uno spray che emette una sostanza infiammabile di particolare sensibilità, che si può innescare perfino facendo suonare un telefono che ne è stato cosparso.
Per poter preparare il colpo nei suoi dettagli è necessario studiare l'ambiente interno dell'atelier. L'incarico è svolto da Harry, che vi entra come operaio addetto ad una riparazione e viene subito notato da Chantal, l'affascinante proprietaria, con la quale inizia a frequentarsi. Quando il colpo viene messo a punto il professore si reca nel negozio fingendosi un potenziale acquirente e sparge il suo spray infiammabile su mobili e tendaggi. Si rimane quindi in attesa che scoppi l'incendio, evento che non tarda ad arrivare a causa della scintilla di una sigaretta. Intervenuti come pompieri Bernard, Alfie e Whiters praticano un foro nel muro della camera blindata e riempiono un tubo dell'autopompa col danaro.
Durante la fuga trovano un albero in fiamme, che rischia di incendiare l'intero bosco, e decidono di spegnere le fiamme. Per farlo attingono l'acqua da un vicino ruscello ma scelgono il tubo sbagliato, e l'intera refurtiva viene sparata in aria e sparsa dal vento mentre la polizia è sulle loro tracce e ben presto li agguanta.